# Circuitul Internațional Shanghai
Shanghai International Circuit (chineză simplificată: 上海国际赛车场; chineză tradițională: 上海國際賽車場; pinyin: Shànghǎi Guójì Sàichēchǎng) este un circuit de curse moto și auto, situat în Jiading,  Shanghai, China. Circuitul este mai mult cunoscut ca gazda anuală a Marelui Premiu al Chinei la Formula 1, competiție pe care o găzduiește începând cu 2004.

## Galerie

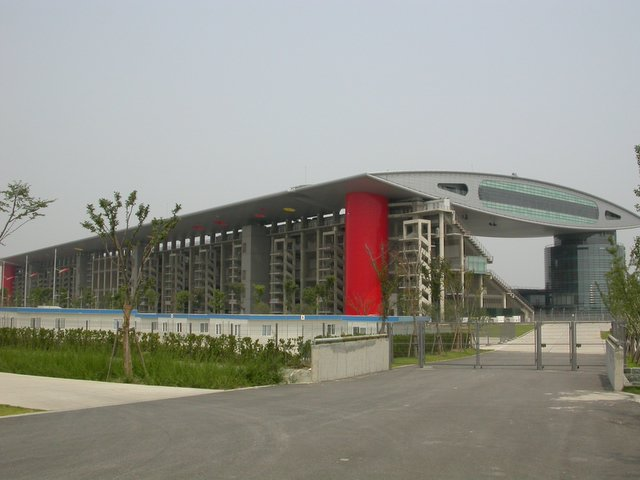
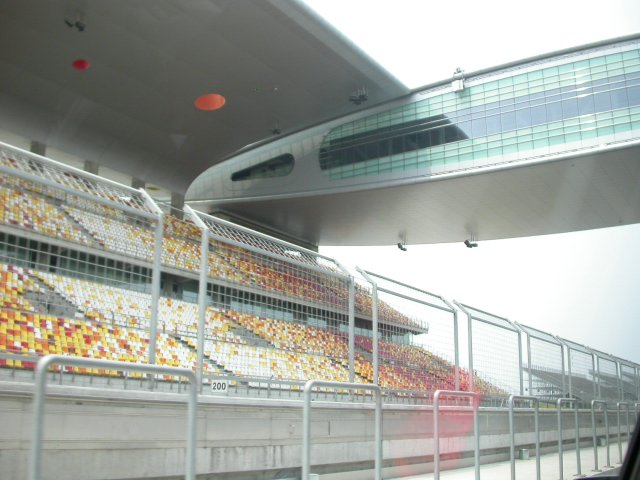
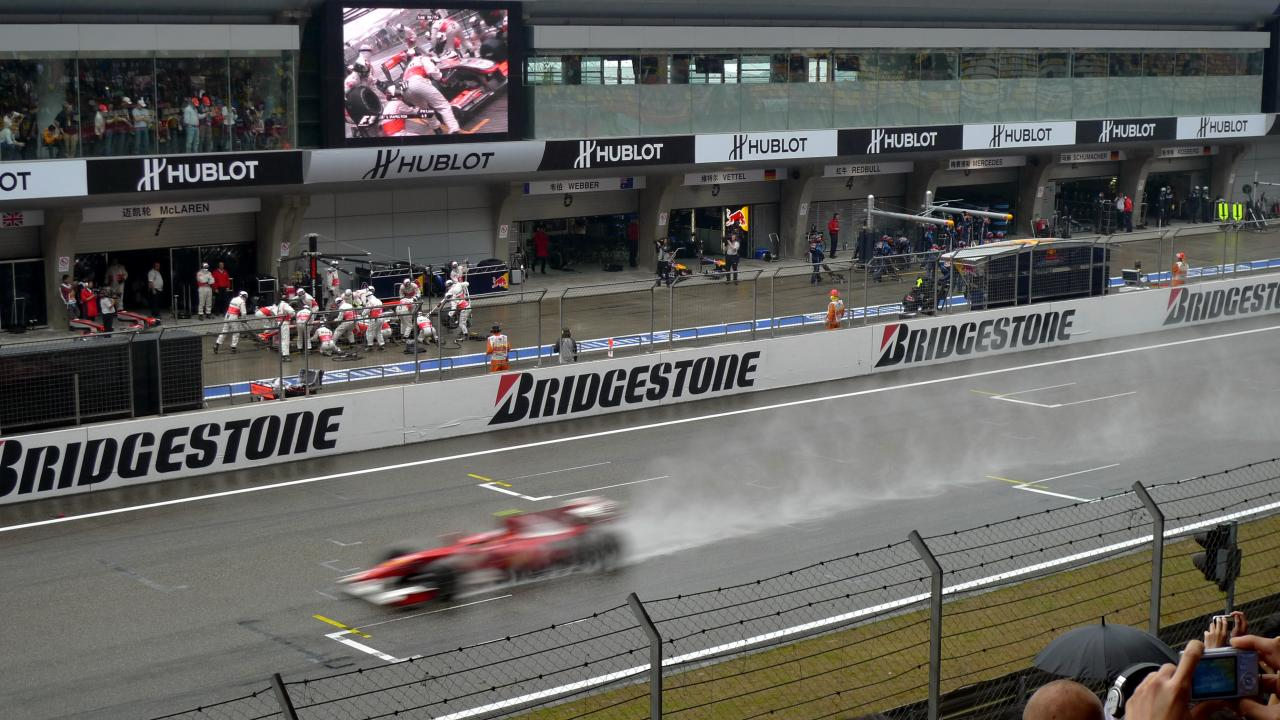
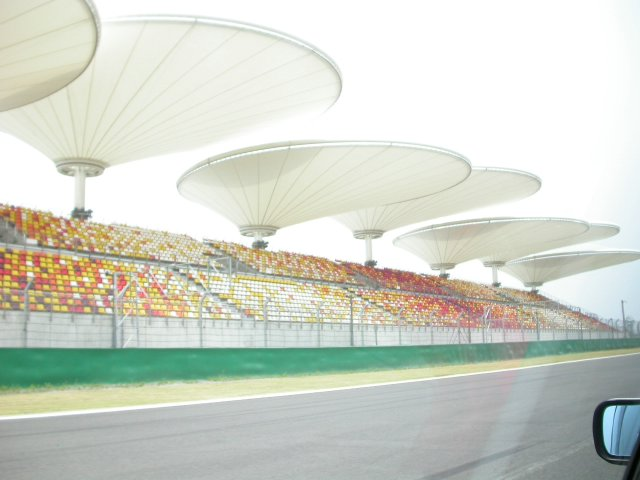
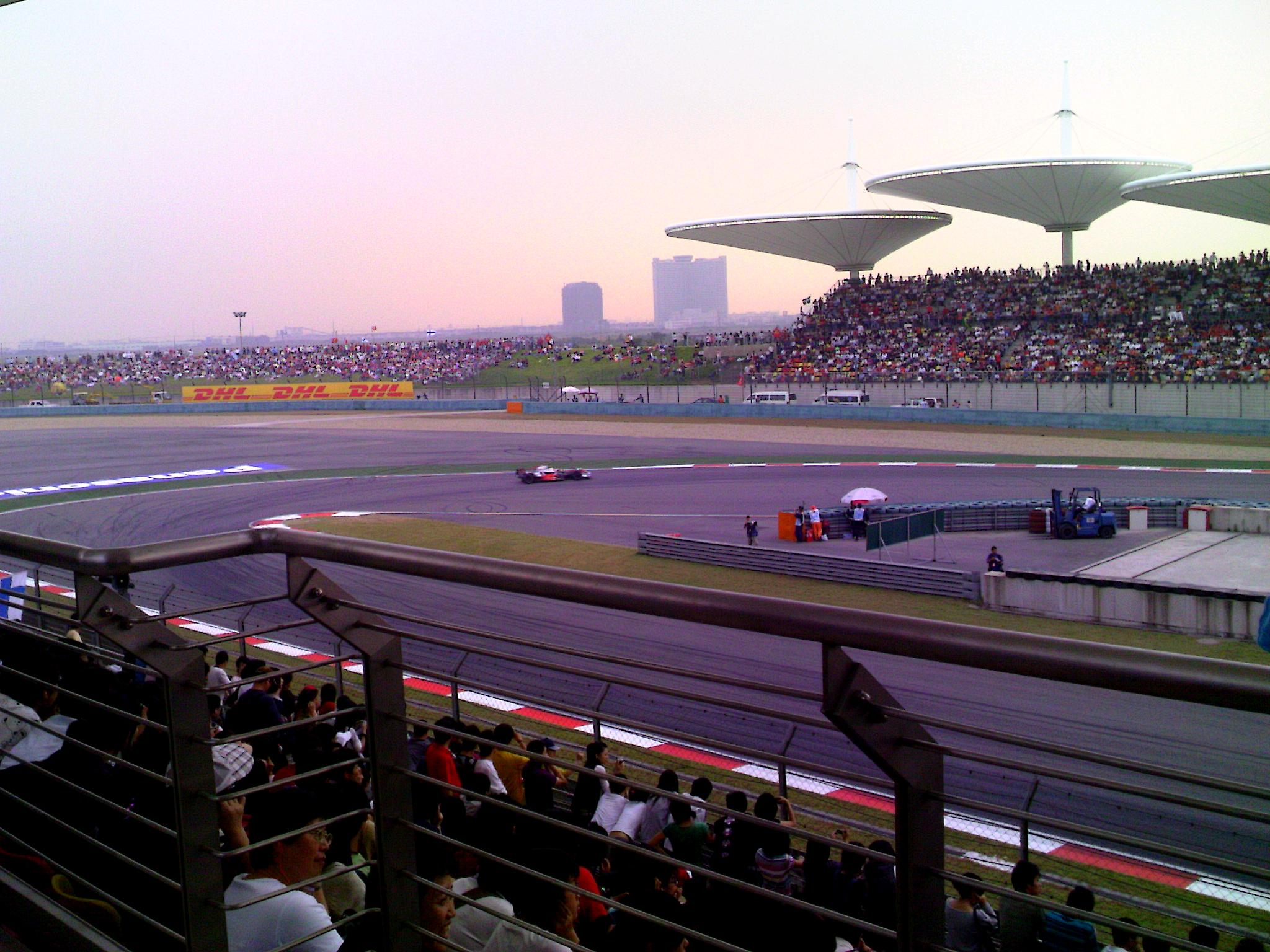
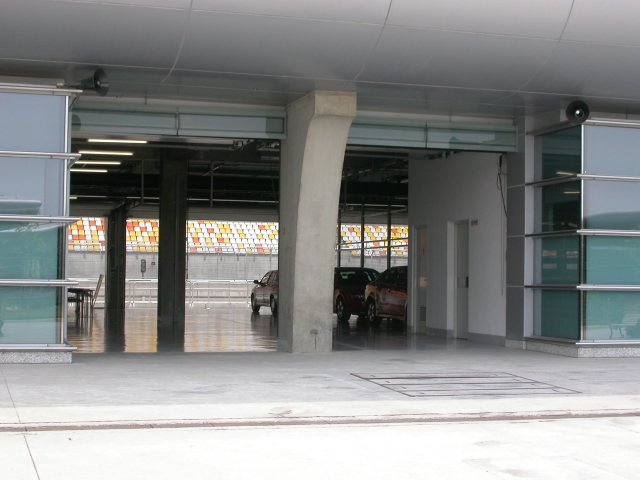

## Recorduri
| Categorie                                  | Record   | Lungime Circuit (m) | Pilot              | Echipa                    | Bolid                   | Data               |
| ------------------------------------------ | -------- | ------------------- | ------------------ | ------------------------- | ----------------------- | ------------------ |
| Formula One                                | 1:32.238 | 5451                | Michael Schumacher | Scuderia Ferrari Marlboro | Ferrari F2004           | 26 septembrie 2004 |
| GP2 Asia Series                            | 1:46.470 | 5451                | Kamui Kobayashi    | DAMS                      | Dallara GP2/08          | 18 octombrie 2008  |
| FIA World Endurance Championship LMP1      | 1:48.815 | 5451                | Nicolas Lapierre   | Toyota Racing             | Toyota TS030            | 28 octombrie 2012  |
| FIA World Endurance Championship LMP2      | 1:55.214 | 5451                | Tor Graves         | ADR-Delta                 | Nissan-Oreca 03         | 28 octombrie 2012  |
| FIA World Endurance Championship LMGTE Pro | 2'05.146 | 5451                | Darren Turner      | Aston Martin Racing       | Aston Martin Vantage V8 | 28 octombrie 2012  |
| FIA World Endurance Championship LMGTE Am  | 2'05.900 | 5451                | Rui Águas          | AF Corse-Waltrip          | Ferrari F458 Italia     | 28 octombrie 2012  |
| A1GP                                       | 1:51.832 | 5451                | Darren Manning     | Team Great Britain        | Lola B05/52             | 1 aprilie 2006     |
| MotoGP                                     | 1:58.139 | 5281                | Colin Edwards      | Tech 3 Yamaha             | Yamaha YZR-M1           | 3 mai 2008         |
| 250cc                                      | 2:04.543 | 5281                | Jorge Lorenzo      | Fortuna Aprilia           | Aprilia RSA 250         | 5 mai 2007         |
| 125cc                                      | 2:11.572 | 5281                | Mika Kallio        | Red Bull KTM GP 125       | KTM 125 FRR             | 13 mai 2006        |
| V8 Supercars                               | 1:51.056 | 4600                | Todd Kelly         | Holden Racing Team        | Holden VZ Commodore     | 12 iunie 2005      |
| WTCC                                       | 1:54.947 | 4603                | Alain Menu         | Chevrolet                 | Chevrolet Cruze         | 4 noiembrie 2012   |